# Paradoxornithidae
Paradoxornithidae představují čeleď pěvců z kladu Sylvioidea.

## Systematika
Mnoho zástupců čeledi Paradoxornithidae bylo před nástupem molekulárně-fylogenetických analýz řazeno v rámci jiných čeledí ptáků, zvláště v rámci sběrné skupiny timáliovitých (Timaliidae) v širším smyslu. Konkrétně jde o rody Chrysomma, Chamaea, Moupinia, Myzornis a Rhopophilus; zástupci rodů Lioparus a Fulvetta pak původně představovali součást polyfyletického rodu timálií Alcippe. Nesprávný se ukázal být předpokládaný příbuzenský vztah zástupců čeledi Paradoxornithidae se sýkořicí vousatou (Panurus biarmicus).
Níže uvedený seznam rodů vychází z IOC World Bird List v14.1 a je aktuální k dubnu 2024, v rámci různých studií se může počet rodů nicméně lišit:
čeleď Paradoxornithidae Horsfield & Moore, 1854
- Chamaea Gambel, 1847 – cistovníček
- Chrysomma Blyth, 1843 – timálie
- Fulvetta David & Oustalet, 1877 – timálie
- Lioparus Oates, 1889 – timálie
- Moupinia David & Oustalet, 1877 – timálie
- Myzornis Blyth, 1843 – timálie
- Paradoxornis Gould, 1836 – sýkořice (včetně Calamornis, Conostoma, Cholornis a Psittiparus)
- Rhopophilus Giglioli & Salvadori, 1870 – prinie
- Suthora Hodgson, 1837 – sýkořice (včetně Neosuthora, Chleuasicus a Sinosuthora)

Čeleď Paradoxornithidae představuje sesterskou skupinu vůči pěnicovitým (Sylviidae) v užším smyslu (pěnicovití historicky představovali další problematický sběrný taxon, k roku 2024 zahrnují pouze rody Sylvia a Curruca). Čeleď Paradoxornithidae může vystupovat i přímo v rámci takto definovaných Sylviidae, oba dva klady však podle odhadů vzájemně divergovaly již v průběhu spodního miocénu, a vymezení samostatných čeledí je tedy oprávněné.

## Charakteristika

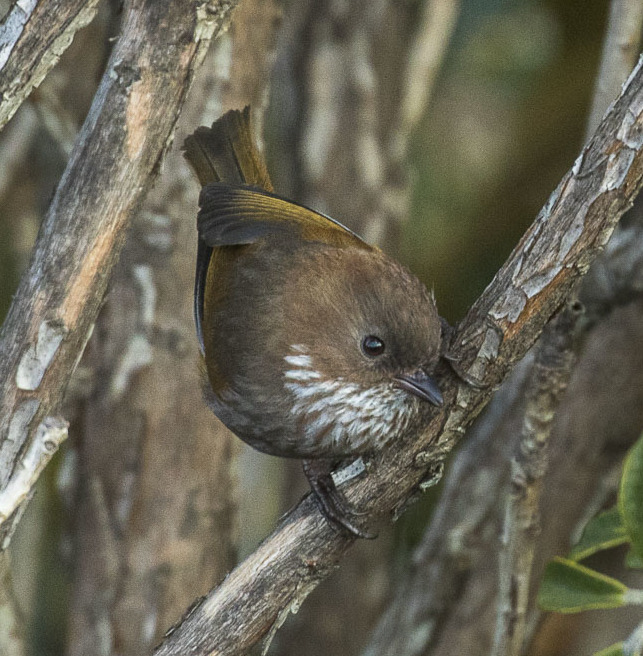
Timálie himálajská (Fulvetta ludlowi)

Jádro čeledi Paradoxornithidae zahrnuje zástupce s mohutnými, silně klenutými zobáky, které připomínají spíše zobáky papoušků nežli zpěvných ptáků. K těmto druhům se pak přiřazují i některé další, ne tak extrémně odvozené formy. Přirozený výskyt zahrnuje především jižní a východní Asii, cistovníčci rodu Chamaea se nicméně vyskytují v Severní Americe. Potravu tvoří především bezobratlí, ale i rostlinné produkty, přičemž mohutný zobák některých zástupců se dobře hodí k louskání tvrdých semen. Jde o monogamní ptáky, přičemž na stavbě hnízda, inkubaci vajec i péči o mláďata se podílí jak samec, tak samice. Hnízda mají podobu otevřeného šálku, u rodu Lioparus a Myzornis jsou klenutá s bočním vchodem. Ptáci si je budují nepříliš vysoko, typicky v rákosí, bambusových porostech, na keřích, někdy na stromech. Snůška činí 2 až 6 vajec a některé druhy kladou i několik snůšek za rok. Inkubační doba trvá 13 až 16 dnů, ptáčata opouštějí hnízdo po 9 až 19 dnech, ale zhruba další měsíc využívají rodičovské péče.